# Pidurutalagala
El Pidurutalagala (en cingalés: පිදුරුතලාගල) es la montaña más alta de Sri Lanka. Conocida también como Monte Pedro,
está situada cerca de la ciudad de Nuwara Eliya, al nornoroeste de la misma. Con 2534 m s. n. m., es un pico ultraprominente.
Resulta fácilmente visible desde la mayoría de las zonas de la Provincia Central.

## Descripción
En su cumbre se encuentra la central de comunicaciones del Gobierno de Sri Lanka y de sus fuerzas armadas, además de servir como un punto importante en el sistema de radares del país. El pico, designado como "zona de seguridad ultra alta", está protegido por una gran base militar y se encuentra cerrado al público general.